# Bursera discolor
Bursera discolor là một loài thực vật có hoa trong họ Burseraceae. Loài này được Rzed. mô tả khoa học đầu tiên năm 1970.